# Ebilun
Ebilun (Manxú: ; xinès tradicional: 遏必隆, xinès simplificat: 遏必隆, pinyin: Èbìlóng) va ser un dels Quatre Regents i un ajudant de ministre nomenat pel successor de l'Emperador Shunzhi, Kangxi durant la dinastia Qing. Ebilun va treballar amb Oboi per derrotar Suksaha.
La seva mare va ser la princesa Aisin Gioro.